# Cam Jaffa
Cam Jaffa (còn được gọi là cam Shamouti) là một loại cam có ít hạt và vỏ cứng khiến nó đặc biệt thích hợp để xuất khẩu.
Được phát triển bởi những người nông dân Ottoman vào giữa thế kỷ 19, giống này lấy tên từ thành phố Jaffa nơi nó được sản xuất lần đầu tiên để xuất khẩu. Cam là mặt hàng xuất khẩu cam quýt chính cho thành phố. Nó cùng với cam rốn và cam đắng, một trong ba giống chính của trái cây được trồng ở Địa Trung Hải, Nam Âu và Trung Đông. Jaffa cũng được trồng ở Síp, Iraq, Lebanon, Syria, Jordan và Thổ Nhĩ Kỳ.
Sản xuất cam Jaffa ngày nay thấp hơn nhiều so với trước đây; trong lịch sử, chúng được coi là hàng xuất khẩu nổi tiếng nhất ở nước Israel thời kỳ đầu. Lịch sử của cam Jaffa bị chính trị hóa; Eyal Sivan giải thích rằng cam Jaffa đã trở thành "biểu tượng của doanh nghiệp phục quốc Do Thái và nhà nước Israel, Palestine cho đó là tượng trưng cho sự đánh mất và phá hủy quê hương của họ." 

## Đặc điểm
Cam 'Jaffa', còn được gọi là shamouti, thực tế là không hạt, với hương vị được mô tả là "tuyệt vời" và "ngọt và tốt."  Hai giống cam chính khác được trồng trong vùng là cam rốn và cam đắng; gần đây được trồng ở Iran để cho các sản phẩm từ vỏ của nó. Cam 'Jaffa' được phân biệt bởi hình dạng hình bầu dục và vỏ dày, có màu cam đậm và thường rất dễ dàng để loại bỏ khỏi trái cây. Làn da dẻo dai của nó làm cho nó "đặc biệt thích hợp cho xuất khẩu". Vì nó tạo ra rất ít nước trái cây và có xu hướng bị đắng chậm, nên nó không phù hợp để sản xuất nước ép, mặc dù được bảo quản tốt.
Những quả cam này rất chịu lạnh, cho phép chúng phát triển bên ngoài các vùng cận nhiệt đới thường liên quan đến việc trồng cam. Cam 'Jaffa' dễ bị Alternaria, một loại nấm và dễ bị tình trạng ít quả vào mùa trái thứ hai trong cùng năm.

## Lịch sử

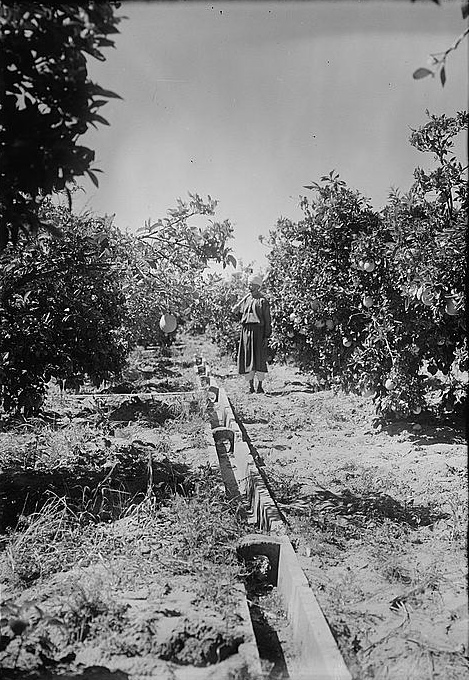
Những vườn cam tại Bir Salim

Nằm ở ngã tư giữa Châu Phi, Tây Á và Châu Âu, Palestine đã sản xuất một số mặt hàng để xuất khẩu thông qua mạng lưới phân phối toàn cầu và toàn cầu trong suốt thời kỳ 1200-1900. Trong số này có xà phòng, đường, lúa mạch, cam và bông. Mặc dù bông để lại dấu ấn trong toàn khu vực, mặt hàng duy nhất vẫn là biểu tượng của sản xuất ở Palestine là cam 'Jaffa'.
Cam 'Jaffa' là một giống mới được phát triển bởi những người nông dân Ả Rập sau khi nổi lên vào giữa thế kỷ 19 như một đột biến trên một cây thuộc giống 'Baladi' gần thành phố Jaffa. Trong khi cam đắng (C. aurantium) được đưa về phía tây từ Trung Quốc và Ấn Độ, những người có thể đã giới thiệu nó đến Sicily và Tây Ban Nha, cam 'Jaffa' được phát triển từ cam ngọt (C. sinensis) Trung Quốc đến khu vực Địa Trung Hải của nhà thám hiểm Bồ Đào Nha Vasco da Gama vào năm 1498.
Sau Chiến tranh Crimea (1853-1856), sự đổi mới quan trọng nhất trong nông nghiệp địa phương là sự mở rộng nhanh chóng của việc trồng cây có múi. Đầu tiên trong số các giống được trồng là cam Jaffa (Shamouti), và đề cập đến nó được xuất khẩu sang châu Âu lần đầu tiên xuất hiện trong các báo cáo lãnh sự quán Anh vào những năm 1850. Một yếu tố được trích dẫn trong sự tăng trưởng của thị trường xuất khẩu là sự phát triển của tàu hơi nước trong nửa đầu thế kỷ 19, cho phép xuất khẩu cam sang thị trường châu Âu trong vài ngày thay vì vài tuần. Một lý do khác được trích dẫn cho sự tăng trưởng của ngành công nghiệp là sự thiếu kiểm soát tương đối của châu Âu đối với việc trồng cam so với bông, trước đây là cây trồng hàng hóa chính của Palestine, nhưng vượt xa cam Jaffa. 
Xuất khẩu tăng từ 200.000 quả cam vào năm 1845 lên 38 triệu quả cam vào năm 1870. Các đồn điền cam quýt thời gian này chủ yếu thuộc sở hữu của các thương nhân và người nổi tiếng giàu có ở Palestine, chứ không phải là nông dân nhỏ, vì trái cây đòi hỏi đầu tư vốn lớn mà không có năng suất trong vài năm. Trái cây mang nhãn "cam Jaffa" lần đầu tiên được đưa ra thị trường bởi Sarona, một Hội Đền của Đức được thành lập vào năm 1871. Một tài liệu về Jaffa năm 1872 của một du khách châu Âu ghi rằng, "Xung quanh Jaffa là những khu vườn màu cam là nguồn tài sản đáng kể cho chủ sở hữu. Giá trị hàng năm của trái cây được trồng ở Jaffa được cho là 10.000 pound."  Vào những năm 1880, một người trồng hoa ở Mỹ, HS Sanford, đã cố gắng trồng cam 'Jaffa' ở Florida.

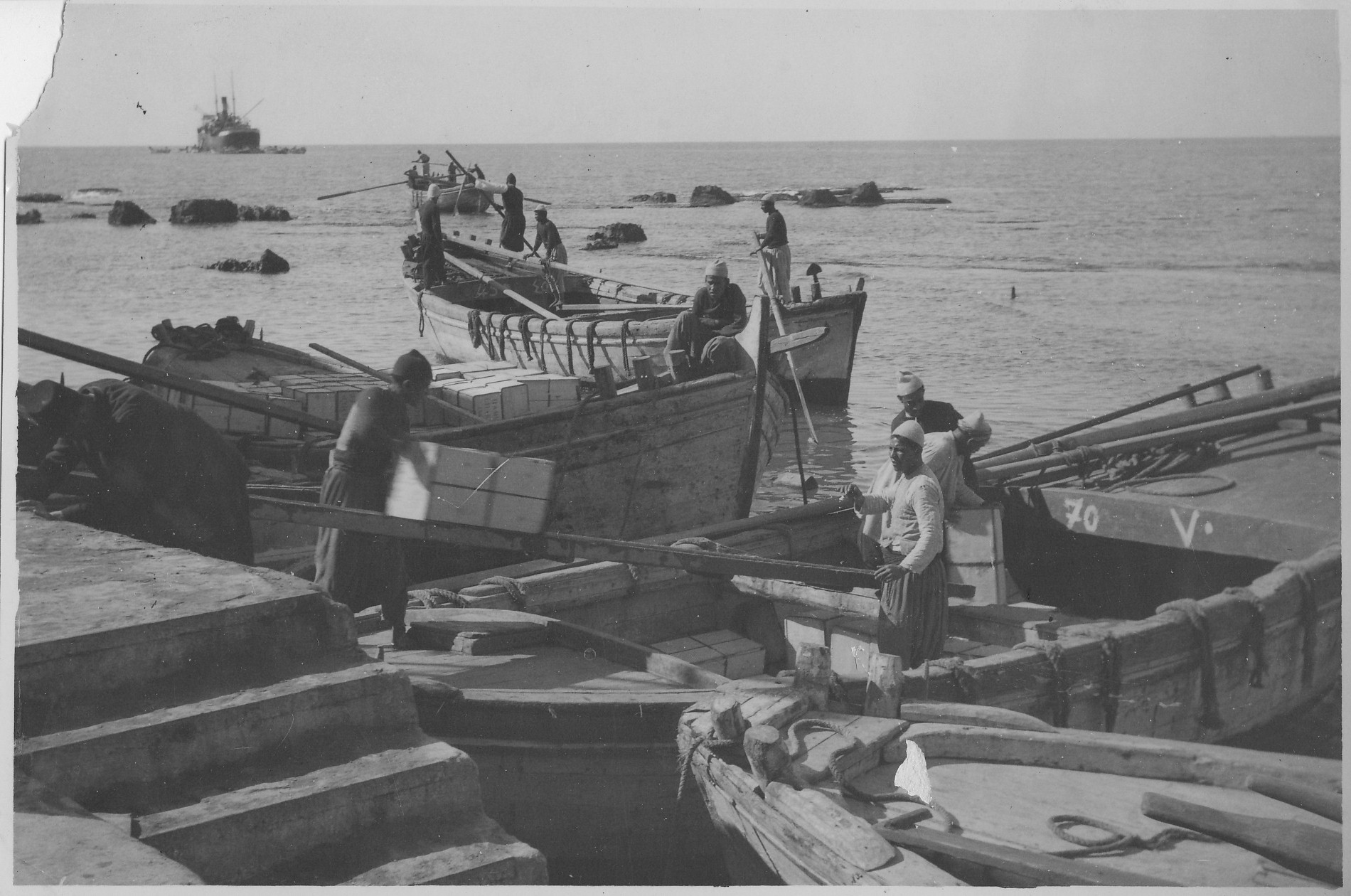
Những thùng cam Jaffa đang được vận chuyển đến một chuyên cơ vận tải đang chờ xuất khẩu, khoảng năm 1930

Sự thịnh vượng của ngành công nghiệp cam đã làm tăng sự quan tâm và sự tham gia của châu Âu vào sự phát triển của 'Jaffa'. Năm 1902, một nghiên cứu về sự phát triển của ngành công nghiệp cam của các quan chức Zionist đã phác thảo các chủ sở hữu khác nhau của Palestine và thị trường xuất khẩu chính của họ là Anh, Thổ Nhĩ Kỳ, Ai Cập và Áo-Hungary. Trong khi các phương pháp canh tác truyền thống của Ả Rập được coi là "nguyên thủy", một nghiên cứu chuyên sâu về chi tiêu tài chính liên quan cho thấy rằng phương pháp của các doanh nghiệp Zionist-châu Âu có hiệu quả hơn về chi phí so với họ hai thập kỷ sau đó.
Đến năm 1911, Jaffa đã xuất khẩu 870.000 hộp cam, chiếm 1/3 số tiền thu nhập của cảng. Phản ánh sự quan trọng của cam Jaffa cho nền công nghiệp Palestine, màu cam được đề xuất để tượng trưng cho cam Jaffa trong cuộc thảo luận để chọn quốc kỳ Palestine năm 1929.

Những người theo chủ nghĩa Zion di cư đến Palestine đã giới thiệu các phương pháp canh tác tiên tiến đã thúc đẩy ngành công nghiệp cam 'Jaffa'. Theo cuộc điều tra Hope Simpson năm 1930, 
 "Việc trồng cam, được người Ả Rập canh tác trước khi có sự định cư của người Do Thái, đã phát triển đến một mức độ cao hơn từ hệ quả của sự định cư đó. Không còn nghi ngờ gì nữa, sự hoàn hảo mà kỹ thuật trồng và trồng cam và bưởi đã mang đến Palestine là do các phương pháp khoa học của nhà nông học Do Thái." 

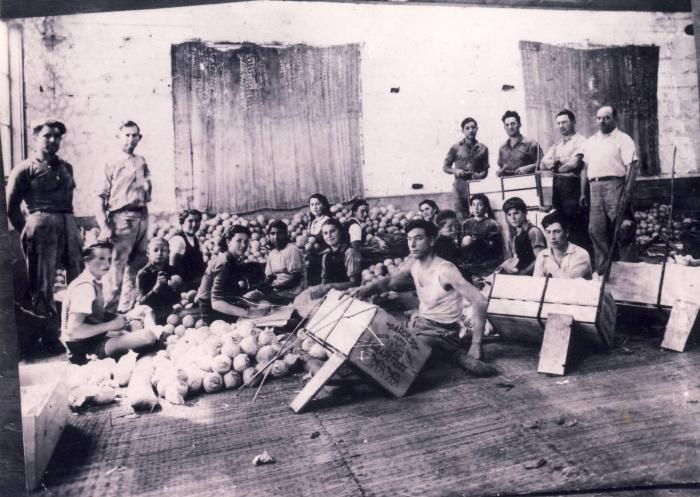
Đóng gói cam ở Petah Tikva, 1938

Quan hệ đối tác trong việc trồng và xuất khẩu những quả cam này là một ví dụ về sự hợp tác giữa người Do Thái và người Palestin mặc dù căng thẳng chính trị gia tăng.
Vào cuối năm 1928, người Do Thái sở hữu 30.000 dunam của 60.000 dunam vườn cam. Trong khi trước Thế chiến I, giá của một dunam đất trong một khu rừng cam có hiệu quả là 50-75 bảng Anh, đến năm 1929, cùng một khu rừng được bán với giá 150-200 bảng Anh.
Đến năm 1939, vườn cam của người Do Thái và Ả Rập ở Palestine bao phủ 75.000 mẫu Anh (300 km2), sử dụng hơn 100.000 công nhân, và sản phẩm của họ là hàng xuất khẩu chính. Trong Thế chiến II (1939–1945) việc trồng cây có múi đã suy giảm, nhưng đã phục hồi sau chiến tranh với sự hỗ trợ mạnh mẽ của chính quyền ủy nhiệm Anh. 

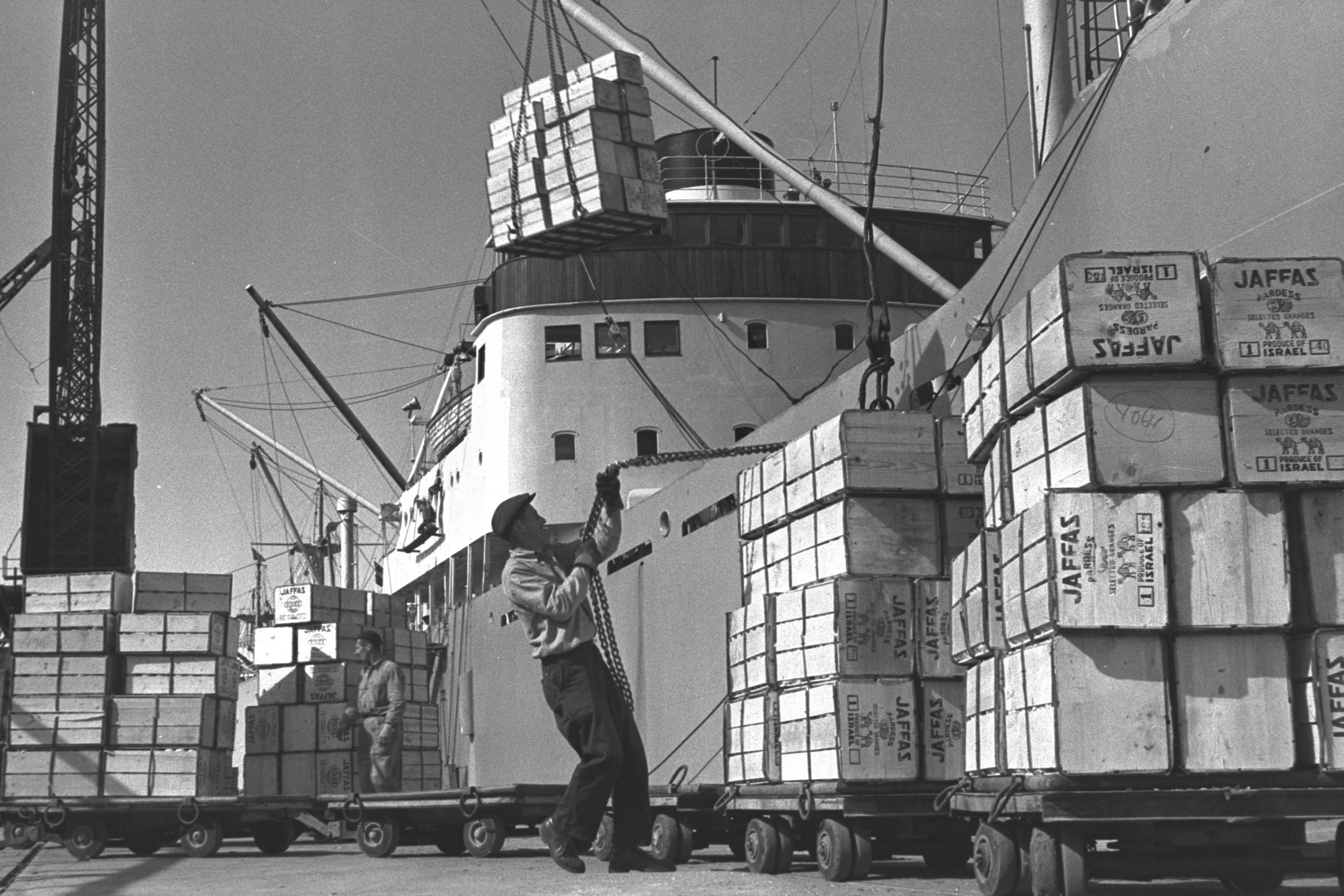
Vận chuyển cam Jaffa xuất khẩu, 1952

## Di sản
Cam Jaffa được thu hoạch ở Israel và các vùng lãnh thổ của Palestine trong khoảng từ tháng 11 đến tháng 3, với mùa mua bán bắt đầu vào tháng 9 và kéo dài đến tháng 4. Hơn một nửa vụ mùa hàng năm được xuất khẩu và Israel là nhà cung cấp chính các loại trái cây khác cho Liên minh châu Âu. Trong những năm 1950 và 1960, cam Jaffa trở thành biểu tượng của nhà nước Israel. Cho đến thập niên 1970, cam Jaffa là sự tượng trưng cho nền kinh tế xuất khẩu của Israel. Sự suy giảm chung về tầm quan trọng của nông nghiệp đối với nền kinh tế Israel, giới hạn cực đoan đối với tài nguyên nước sẵn có và sự phụ thuộc vào lao động nhập cư đã làm giảm năng suất. Bị lu mờ bởi các ngành công nghiệp sản xuất, chẳng hạn như kim cương và đá quý, dù sao, Israel vẫn tiếp tục xuất khẩu một số lượng lớn trái cây có múi sang châu Âu.
Màu cam 'Jaffa' cũng được biết đến khi cho thành phố Tel Aviv-Yafo có biệt danh là "Big Orange".